# Шамары (Пермский край)
Шамары — деревня в Большесосновском районе Пермского края. Входит в состав Кленовского сельского поселения.

## Географическое положение
Расположена на реке Бакийка, примерно в 7 км к востоку от административного центра поселения, села Кленовка, и в 13 км к северо-западу от райцентра, села Большая Соснова.

## Население
| 2010 |
| ---- |
| 17   |

## Улицы
- Дорожная ул.
- Центральная ул.

## Топографические карты
- Лист карты O-40-73 Кузьма. Масштаб: 1 : 100 000. Состояние местности на 1983 год. Издание 1984 г.